# Gölen (Långaryds socken, Småland, 632459-135692)
Gölen är en sjö i Hylte kommun i Småland och ingår i Nissans huvudavrinningsområde.